# بلاکچین مک
مک کوین (به انگلیسی: mac coin) زنجیره بلوکی مبتنی بر شبکهٔ غیرمتمرکز است که توسط تیم ایکس مک ایجاد شد.
این زنجیره بلوکی تاکنون رمز ارز خود را ضرب نکرده است، اما چند توکن بر روی شبکهٔ مک قرار دارند.
با ایجاد زنجیره بلوکی مک، تیم توسعه دهنده به دنبال ایجاد یک بستر امن و شفاف برای تبادل داده‌ها و انجام تراکنش‌های مالی بوده است. این بلاکچین به کاربران اجازه می‌دهد تا برای انتقال داده‌ها و ارزهای دیجیتال خود از تکنولوژی بلاکچین استفاده کنند.

## توکن‌های مک
توکن‌های oen و brt را می‌توانید بر روی شبکه مک دید.
هر یک از این توکن‌ها ویژگی‌ها و کاربردهای خاص خود را دارند. از معنای مختلف و متنوعی برای هر یک از این توکن‌ها می‌توان استفاده کرد، از جمله استفاده برای تراکنش‌های مالی، اعتبارسنجی هویت، شناسایی و…
پلتفرمی برای مبادلات این توکن‌ها درنظر گرفته شده هست.